# Eueides cinereomaculatus
Eueides cinereomaculatus är en fjärilsart som beskrevs av Johann August Ephraim Goeze 1779. Eueides cinereomaculatus ingår i släktet Eueides och familjen praktfjärilar. Inga underarter finns listade i Catalogue of Life.